# لوچانو وندمینی
لوچانو وندمینی (ایتالیایی: Luciano Vendemini؛ ۱۱ ژوئیه ۱۹۵۲ – ۲۰ فوریه ۱۹۷۷) بازیکن بسکتبال اهل ایتالیا بود. وی در بازی‌های المپیک تابستانی ۱۹۷۶ شرکت کرده‌است.